# Vardagsliv

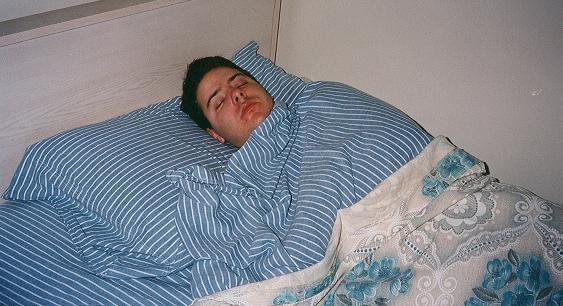
Sovande.

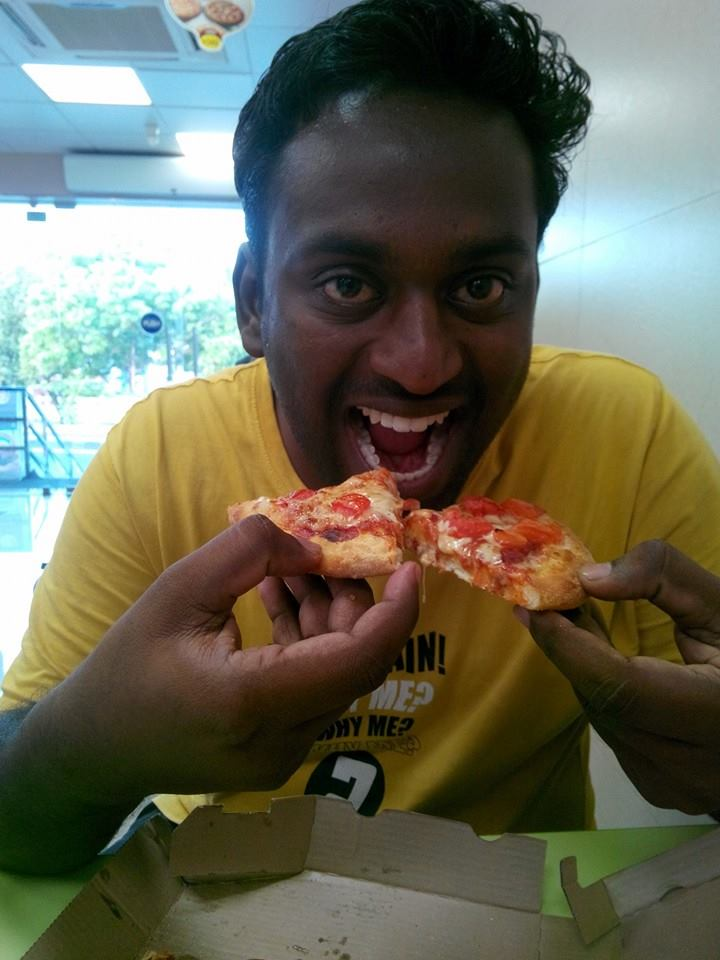
En till synes lycklig man inmundigar en pizza.

Vardagslivet, det dagliga livet eller det rutinmässiga livet består av hur människor vanligtvis agerar, tänker och känner på en daglig basis. Vardagslivet kan beskrivas som vardagligt, rutinmässigt, naturligt, vanligt, banalt eller normalt.
Människor är dagaktiva vilket innebär att de flesta sover minst en del av natten och är aktiva på dagtid. De flesta äter två eller tre måltider på en dag. Den verksamhet människor tar sig för på dagarna (förutom när detta sker i skift ) involverar oftast ett dagligt schema, och påbörjas på morgonen. Detta producerar de dagliga rusningstiderna som upplevs av många miljoner. Kvällen brukar för de som har råd bestå av fritid. Att bada eller på annat vis tvätta sig är också en alldaglig aktivitet för de flesta som har möjlighet.
Utöver dessa breda likheter varierar levnadsloppet, och olika människor tillbringar sina dagar på olika sätt. Nomadlivet, vilket sedan till hyfsat nyligen (i ett långt historiskt perspektiv) var mycket vanligt, skiljer sig mycket från sedentism, och vidare skiljer sig livet för de som bor i städer, gentemot landsbygdens folk. Rika och fattiga lever också mycket annorlunda. Barn och vuxna sysslar ofta med olika typer av aktiviteter och typer av förströelse.